# 로 임페르도나블레 (2015년 텔레노벨라)
《로 임페르도나블레》(스페인어: Lo imperdonable)은 2015년 방영된 멕시코의 텔레노벨라이다.